# Kovács Kálmán (labdarúgó, 1916)
Kovács Kálmán (Szeged, 1916. március 3. – 1982. augusztus) olimpiai válogatott labdarúgó, jobbhátvéd.

## Pályafutása

### Klubcsapatban
A szegedi KEAC csapatában szerepelt.

### A válogatottban
1936-ban egy alkalommal szerepelt az olimpiai válogatottban a berlini olimpián.

## Statisztika

### Mérkőzése az olimpiai válogatottban
| Magyarország | Magyarország       | Magyarország              | Magyarország  | Magyarország | Magyarország | Magyarország          | Magyarország | Magyarország |
| #            | Dátum              | Helyszín                  | Hazai         | Eredmény     | Vendég       | Kiírás                | Gólok        | Esemény      |
| ------------ | ------------------ | ------------------------- | ------------- | ------------ | ------------ | --------------------- | ------------ | ------------ |
|              | 1936. augusztus 5. | Berlin, Poststadion (GER) | Lengyelország | 3 – 0        | Magyarország | olimpia, első forduló | -            |              |
|              | Összesen           |                           |               | 0            | mérkőzés     |                       | 0            | gól          |